# Мглинская волость
Мгли́нская волость — административно-территориальная единица в составе Мглинского (с 1922 – Клинцовского) уезда.
Административный центр — город Мглин.

## История
Мглинская волость образована в ходе реформы 1861 года, однако первоначально центр Мглинской волости находился в селе Шумарово. Мглинская волость объединяла пригородные населённые пункты и была самой многолюдной среди волостей уезда. В 1880 году волость была разделена на две: собственно Мглинскую, с центром в городе Мглине, и собственно Шумаровскую, центром которой осталось волостное село Шумарово.
В ходе укрупнения волостей, в 1920-е годы к Мглинской волости была присоединена соседняя Костеничская волость, а в 1927 году — Шумаровская волость, которая с 1922 года находилась в составе Почепского уезда.
В 1929 году, с введением районного деления, волость была упразднена, а на её территориальной основе сформирован Мглинский район Клинцовского округа Западной области (ныне в составе Брянской области).

## Административное деление
В 1919 году в состав Мглинской волости входили следующие сельсоветы: Быковский, Войтовский, Гапоновский, Кобыленский, Колодезский, Конопаковский, Косаровский, Красногорский, Лещовский, Луговский, Мглинский, Нетяговский, Новочешуйковский, Парфеновский, Помазовский, Реутовский, Соколовский, Старочешуйковский, Цинковский, Черноводский.
По состоянию на 1 января 1928 года, Мглинская волость включала в себя следующие сельсоветы: Бурчаковский, Быковский, Великодубровский, Ветлевский, Войтовский, Ворминский, Высокский, Гапоновский, Дивовский, Кадецкий, Кокотовский, Колодесский, Конопаковский, Косенковский, Костеничский, Лопазненский, Луговецкий, Луговский, Лукавицкий, Молодьковский, Нетяговский, Новодубровский, Новоромановский, Новочешуйковский, Осколковский, Парфеновский, Разрытовский, Семковский, Симонтовский, Соколовский, Старочешуйковский, Хорновский, Цынковский, Черноводский, Шевердский, Шумаровский.